# Strašice
Strašice (deutsch Straschitz) ist eine Gemeinde im Bezirk Rokycany im Pilsner Kreis in Tschechien. Sie liegt etwa 15 km östlich der Stadt Rokycany.

## Geographie
Strašice ist allseits von Wäldern des Brdy umgeben und erstreckt sich zwischen den Tälern des Baches Padrťský potok und seiner Zuflüsse Tisý potok und Veský potok am Nordrand des ehemaligen Truppenübungsplatzes Brdy.

## Geschichte
Strašice wurde wahrscheinlich zwischen dem 8. und 9. Jahrhundert besiedelt. Die erste schriftliche Erwähnung des Städtchens und der Burg Strašice erfolgte 1349 als Besitz der Söhne des verstorbenen Peter I. von Rosenberg. Im Machtkampf mit dem mächtigen südböhmischen Geschlecht der Rosenberger ließ König Karl I. 1352 die früher königliche Herrschaft Strašice niederbrennen. Im Rosenberger Urbar von 1379 wurde der Ort in die Teile Dolejší Strašice bzw. Velký Strašice mit einer Mühle, einer Schmiede, vier Fleischbänken und zehn Huben Feld- und Wiesenland, Hořejší Strašice bzw. Malý Strašice mit fünf Feldhuben sowie die Eisenhütte mit zwei Huben Land unterschieden. Seit Ende des 14. Jahrhunderts verpachteten die Herren von Rosenberg das Eisenwerk. Während der Hussitenkriege eroberten die Aufständischen 1424 die Burg. Ulrich II. von Rosenberg verkaufte 1431 die Herrschaften Strašice und Zbiroh an König Sigismund. Ab 1440 gehörte Strašice den Grafen Kolowrat, zum Ende der 1470er Jahre folgten die Herren von Sternberg und danach die Herren von Lobkowitz als Besitzer. Letztere führten die Eisenhütte zu wirtschaftlicher Blüte, die sich auch auf das Städtchen auswirkte. Dem Gesuch auf Erhebung zur Stadt wurde jedoch nicht stattgeben. Wegen eines Affronts gegen Kaiser Rudolf II. wurde Georg Popel von Lobkowicz 1594 gefangen genommen und seine Herrschaft Strašice zugunsten der Hofkammer eingezogen. Die Eisenhütte wurde danach zu einer bedeutsamen kaiserlichen Munitionsgießerei. Im Jahre 1604 errichtete der wallonische Eisengießer Heinrich Caspar aus Sarth (Jindřich Kašpar ze Sartu) im Eisenwerk Strašice einen der ersten Hochöfen in Böhmen. Infolge des Dreißigjährigen Krieges verlor Strašice seine alten Privilegien und sank zum Dorf herab.
Bis heute hält sie eine Tradition an Hüttenwesen fest.

## Gemeindegliederung
Für die Gemeinde Strašice sind keine Ortsteile ausgewiesen. Der Kernort Strašice gliedert sich in die Ortslagen Dvůr, Ves und Huť. Zu Strašice gehören außerdem die Einschichten Amerika und Tři Trubky (Drei Röhren) sowie die Wüstungen Padrť (Padert) und Záběhlá (Zabiehla).

## Partnerschaften
Zu Hohenfels und Ören bestehen kulturelle und freundschaftliche Beziehungen.

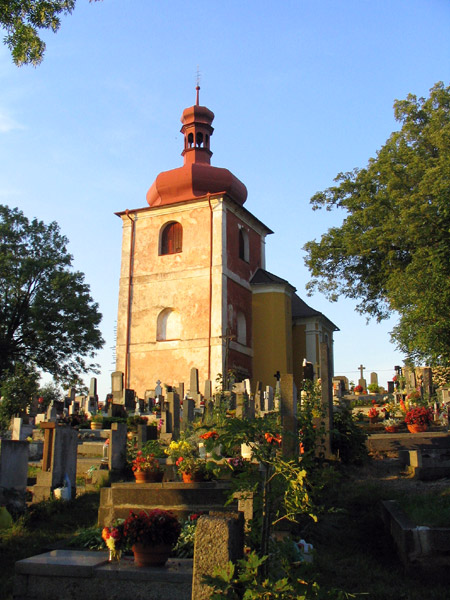
Kirche des hl. Laurentius

## Sehenswürdigkeiten
- gotische Kirche des hl. Laurentius, sie entstand wahrscheinlich im 13. Jahrhundert
- Pfarrhaus, erbaut 1818 anstelle der wüsten Burg, von der noch Keller und Wälle erhalten sind
- 300-Jährige Pfarrlinde
- gezimmerte Chaluppen
- Burgstall Vimberk, westlich von Strašice über dem Tal des Padrťský potok
- Jagdschloss Tři trubky
- Paderter Teiche

## Persönlichkeiten
- Jiří Feureisl (1931–2021), Fußball- und Eishockeyspieler